# Juventud con una misión
Juventud con una misión (JuCUM en América Latina o JCUM en España) o Youth With A Mission es un movimiento cristiano evangélico interdenominacional internacional  misionero presente en 190 países.

## Historia
JuCUM fue iniciado en 1956 por Loren Cunningham, un estudiante de veinte años en un colegio bíblico de las Asambleas de Dios en Estados Unidos.  Mientras viajaba en Bahamas tuvo una visión de un movimiento de jóvenes que compartiera la Buena noticia del Reino de Dios en todos los continentes.[cita requerida]
El movimiento fue fundado en Estados Unidos en 1960 por Loren Cunningham y Darlene, su esposa.
En cada lugar que se encuentra JuCUM se están pionerando nuevas escuelas y acciones ministeriales, como por ejemplo hacia la América Latina la Escuela de Pensamiento Cristiano y Transformación de Naciones desde Bogotá, Colombia (www.jucumbogota.com), con Ministerios establecidos en Venezuela y Bolivia.
La ONG cristiana humanitaria Mercy Ships estuvo afiliada a JuCUM desde su fundación en 1978 hasta 2003.

## University of the Nations o Universidad de las Naciones
JuCUM posee una universidad University of the Nations o Universidad de las Naciones (UofN), la cual funciona como plataforma ante la sociedad brindando formación ocupacional a sus colaboradores sin perder la perspectiva evangelistica. El concepto de la UofN fue desarrollado por Loren Cunningham y Howard Malmstadt, un licenciado en Química estadounidense de origen alemán. En un principio la universidad se llamó Pacific and Asia Christian University; para luego ser nombrada y conocida mundialmente como University of the Nations desde 1978. La sede principal de esta institución educativa queda en Kona, Hawái; sin embargo, está presente en más de 180 países en el mundo: donde sea se encuentre una instalación física de JUCUM, allí está presente la UofN.

## Programas
Las acciones de JUCUM se agrupan en tres áreas principales: evangelización, discipulado y ayuda humanitaria cristiana.
En cuanto al Discipulado, coexisten gran cantidad de Ministerios muy diferentes, desde Escuelas teológicas y de estudio Bíblico, Centros de Pensamiento Cristianos, y producción de libros (www.jucumcolombialibros.org), hasta capacitación en traducción Bíblica.
El movimiento tiene más de 25 000 voluntarios a tiempo completo y más de 75.000 a tiempo parcial, en 1300 bases en 190 países.